# Einpflügen
Das Einpflügen beschreibt eine Technik, mit der Rohre und Leitungen in den Boden verlegt werden können, ohne große Strecken aufgraben zu müssen. 
Ein Baugerät zieht einen speziellen „Pflug“, den Verlegepflug, um dies zu erreichen. Dieser ist an der oberen Seite dünn, damit er möglichst ohne Widerstand durch das Erdreich pflügt. An der unteren Seite verbreitert er sich so, dass er durch Verdrängung und Verdichtung des dortigen Erdreichs einen Tunnel schafft. In dieses wird das gewünschte Rohr oder Leitung (oder auch mehrere) eingelassen. Je nach Pflugaufsatz werden die Röhren auch später durch das Loch gezogen. Deswegen muss nur alle paar hundert Meter ein kleines Stück Graben ausgehoben werden. Dies spart Zeit und Geld und ermöglicht solche Arbeiten ohne große Beschädigung von Kulturland.
Das Verfahren kam in Deutschland in den 1960er Jahren im Zusammenhang mit der Entwicklung flexibler Rohrmaterialien auf, galt aber zunächst als nicht dem Stand der Technik entsprechend und wurde zunächst von Fachbüros und Behörden abgelehnt. Das Verfahren wurde in den 1990er Jahren aber weiterentwickelt, um den erheblichen Kostenanteil der Erdarbeiten bei der Verlegung von Leitungen und Rohren (bis zu 70 % der Kosten) zu verringern.